# Precedente apostólico
O Precedente Apostólico é um critério Teológico, utilizado por algumas correntes do Cristianismo, para qualificar determinadas práticas, como corretas. Trata-se de observar os relatos bíblicos, sobre as orientações dadas ou atos praticados, pelos Apóstolos do Senhor Jesus Cristo, como, por exemplo: o viver cotidiano, práticas litúrgicas, interpretações de determinadas passagens bíblicas e, assim, determinar o que seria o autentico Cristianismo.
Ao ser utilizado, nesses assuntos ou práticas, para os quais, não se encontram qualquer mandamento, explícito, no Novo Testamento, por inferência, significa que, tudo quanto as igrejas Neotestamentárias, praticaram ou ensinaram, na sua adoração, ensino, reflexão teológica ou, principalmente, na sua vida prática cotidiana, o fizeram, diretamente, através do exemplo, indicação, orientação ou, principalmente, da aprovação dos Apóstolos, o que significa, com o Precedente Apostólico, que elas o fizeram, por meio do mandamento do Senhor Jesus Cristo, pois Ele sempre as guiou, em toda a verdade, por intermédio do Espírito Santo (João 16:13). O Precedente Apostólico é tão autorizativo quanto um mandamento, explícito, do Senhor Jesus Cristo, para a prática e o ensino das Igrejas Neotestamentárias, bem como, para as demais Igrejas Cristãs, de todos os tempos.
Como exemplos de assuntos ou doutrinas, nos quais, o critério do Precedente Apostólico é utilizado, pode-se citar a doutrina da Trindade; A observância do Sábado; A Ordenação Feminina; A entrega do Dízimo; O Divórcio e novo Matrimônio;  A forma do Batismo Cristão – se por aspersão,  efusão  ou imersão; A Cerimônia do Lava-pés, O uso do Véu; e A Celebração da Ceia do Senhor – se uma vez por semana, uma vez por mês,  uma vez por ano  ou todas as vezes que houver reunião da congregação.